# ラマー・ハント
ラマー・ハント（Lamar Hunt, 1932年8月2日 - 2006年12月13日）は、アメリカ合衆国ミシガン州アーカンソー州エルドラド出身の実業家。アメリカンフットボール、サッカー、バスケットボール、テニス、アイスホッケーといったプロスポーツの北米における発展に寄与した人物として知られ、特にNFLではリーグを大きく発展させるきっかけを作り、「スーパーボウル」の名付け親となっている。
ハントは、アメリカン・フットボール・リーグ（AFL）、メジャーリーグサッカー（MLS）及びその前身の北米サッカーリーグ（NASL）の創立の中心人物であり 、世界テニス選手権の共同設立者である。現在はNFLの所属しているカンザスシティ・チーフスとMLSのカンザスシティ・ウィザーズを設立・所有し、死去した時点でMLSのコロンバス・クルー、FCダラスも所有していた。また、カンザスシティの2つのテーマパークの設立にも寄与している。
ハントの貢献は様々なスポーツで称えられ、アメリカ最古のサッカートーメントであるUSオープンカップは、「ラマー・ハント・U.S.オープンカップ」という名称で開催され、NFLのAFC優勝チームには、「ラマー・ハント・トロフィー」が送られている。
1972年にプロフットボール殿堂入りし、1982年にアメリカサッカー殿堂入りし、1993年に国際テニス殿堂入りした。
2006年12月13日、前立腺癌の合併症により死去した。